# Eriomycopsis bomplandi
Eriomycopsis bomplandi är en svampart som beskrevs av Speg. 1910. Eriomycopsis bomplandi ingår i släktet Eriomycopsis, divisionen sporsäcksvampar och riket svampar.   Inga underarter finns listade i Catalogue of Life.